# Alex Pennie
Alexander Gregor Pennie, o Pennie es el vocalista de la banda de Indie Electro Pop, Decimals. Pennie estuvo en The Automatic haciendo coros y tocando los sintetizadores y el teclado. Pennie dejó The Automatic a finales del 2007.
Alex es reconocible por cantar con gritos y voces altas en The Automatic, sin embargo, ahora que trabaja con Decimals, interpreta las voces melódicas.

## Biografía
Carrera Musical
Pennie se unió a The Automatic. Proporcionaba los coros y tocaba los sintetizadores durante el periodo de Not Accepted Anywhere y su promoción. También canto en las versiones de Gold Digger y Epic. A principios del 2007 Pennie había expresado su deseo de salir de la banda, ya que se sentía infravalorado y su experiencia en los escenarios cada vez lo disfrutaba menos, sin embargo, estuvo de acuerdo en terminar los compromisos promocionales con la banda que finalizó en agosto del 2007. No obstante, Pennie trabajo en This Is A Fix, donde contribuyó con la versión completa de Steve McQueen y Revolution (Ahora llamado Secret Police). El 18 de septiembre de 2007 se anunció oficialmente que Pennie ya no era parte de The Automatic. Esta fue la declaración:
Alex Pennie, que formó parte de The Automatic desde el 2003, toco sus últimos conciertos en el más reciente Get Loaded In The Park Festival (25-26 de agosto) y se ha retirado debido a que disfrutaba menos nuestras interpretaciones que el resto de la banda
Después de dejar la banda, Pennie se trasladó por un corto tiempo a Estados Unidos donde supuestamente estaba trabajando con una nueva banda de punk. Sin embargo, meses más tarde su proyecto fue anunciado: una banda de indie-electro llamada Decimals, donde Pennie hace la voz principal. La banda ha firmado un acuerdo con B-Unique Records y se espera el lanzamiento de algo de su música en 2009 o 2010.
También esta en una banda de punk/hardcore llamada Goodtime Boys.

## Equipo
- Roland Juno-106
- Alesis Micron
- Alesis Andromeda

## Discografía
Pennie había estado trabajando con la banda hasta su separación en el nuevo material. También participó en la grabación original del sencillo "Steve McQueen".
Con The Automatic
- Not Accepted Anywhere
- Gold Digger, Easy Target, Epic, Time=Money, Jack Daniels, Song6, Trophy Wives, High Tide On Caroline Street, Night Drive

Con Yourcodenameis:Milo
- Trapeze Artist - Print is Dead Vol. 1 - Vocales y teclados

Con Decimals
- Something, Dead End Kids, Shout and Sing, Retreat, Want Want Need,- Voces Principales

Con Goodtime Boys
- Sabretooth, Mammoth", "Deaner's Last Weekend", - Voces Principales